# Pina (Baleares)
Pina es una localidad y pedanía española perteneciente al municipio de Algaida, en la parte centro-sur de Mallorca, comunidad autónoma de las Islas Baleares.
Sus patronos son San Cosme y San Damián.
Sus principales monumentos son la iglesia de San Cosme y San Damián, la cruz, el convento de las Hermanas Franciscanas Hijas de la Misericordia y la fuente de Pina.
- Datos: Q2889572